# Bahnhof Wolfegg
Bahnhof Wolfegg ist ein Ortsteil von Wolfegg.

## Lage
Bahnhof Wolfegg liegt an der Bahnstrecke Herbertingen–Isny, auch Württembergische Allgäubahn genannt, zwischen Kißlegg und Aulendorf auf der Gemarkung Wolfegg. Der Ortsteil befindet sich etwa 150 Meter östlich des Ortsrands von Wolfegg, circa 6,5 Kilometer nordwestlich von Kißlegg und etwa 1,3 Kilometer südöstlich von Alttann. Nördlich des Ortes fließt der Höllbach, ein Zufluss der Wolfegger Ach, dessen Gewässereinzugsgebiet Bahnhof Wolfegg angehört. Geographisch liegt der Ortsteil östlich der Europäischen Hauptwasserscheide. 

### Naturräumliche Einordnung
Bahnhof Wolfegg gehört zum Westallgäuer Hügelland (Naturraum-Nr. 33), das Teil des Oberschwäbischen Hügellands und der Großlandschaft Voralpines Hügel- und Moorland (Großlandschaft-Nr. 3) ist. Ungefähr fünf Kilometer nordöstlich grenzt der Naturraum Riß-Aitrach-Platten (Naturraum-Nr. 41) an, welcher zur Großlandschaft Donau-Iller-Lech-Platte (Großlandschaft-Nr. 4) gehört.

## Geschichte
Die Bahnstrecke Herbertingen–Isny umfährt den eigentlichen Ortskern von Wolfegg nordöstlich. Die Entstehung des Ortsteils Bahnhof Wolfegg ist auf die Errichtung eines Bahnhofs außerhalb des Dorfes in den Jahren 1870 bis 1872 zurückzuführen.
Im Jahr 2006 wurde das Bahnhofsgebäude geschlossen, wodurch der Bahnhof zu einer reinen Haltestelle reduziert wurde. Der Neubau des Feuerwehrhauses erfolgte im Jahr 2019.

## Bahnhof
In Bahnhof Wolfegg befindet sich der ehemalige Bahnhof Wolfegg, der heute als Bahnhaltestelle dient. Aktuell wird nur noch das Gleis 1 bedient. Das Bahnhofsgebäude wurde im Jahr 2006 geschlossen und anschließend verkauft. Aus Sicht der Deutschen Bahn wird der Standort daher lediglich als Haltepunkt und nicht mehr als Bahnhof geführt.
Die Abkürzung des Namens des Bahnhofs Wolfegg lautet TWO. Die Bahngleise bzw. die Bahnstrecke sind nicht elektrifiziert. Der Haltepunkt liegt an der Strecke 4550 (Bahnstrecke Herbertingen–Isny) bei Kilometer 50,853.
Der Bahnhof bietet einen stufenfreien Zugang, Zuganzeiger und eine Lautsprecheranlage. Ertastbare Wege zum Bahnsteig und fühlbare Leitsysteme auf dem Bahnsteig sind nicht vorhanden. Die Wegeleitung ist kontrastreich gestaltet. Die Bahnsteighöhe beträgt 38 cm.

## Verkehrsanbindung

### Straßenverkehr
Bahnhof Wolfegg ist durch mehrere Landesstraßen erschlossen: 
- Die L 317 führt in nordöstlicher Richtung nach Eintürnenberg, Ziegelbach und Bad Wurzach sowie in östlicher Richtung nach Wolfegg.
- Die L 316 verbindet den Ortsteil in nordwestlicher Richtung mit Alttann und Roßberg.

### Bahnverkehr
Im Ortsteil Bahnhof Wolfegg befindet sich an der Stelle des ehemaligen Bahnhofs Wolfegg eine Bahnhaltestelle an der Bahnstrecke Herbertingen–Isny.

### Radverkehr
Für den Radverkehr bestehen Wege nach Wolfegg und Alttann. Zudem bietet die Mooshäusle Straße einen Anschluss an die Freizeitroute des Radnetz Baden-Württemberg.

## Biotope
Bahnhof Wolfegg grenzt im Süden und Osten an mehrere Biotope.
- Im Biotop Magerrasen am Steilhang westl. Bahnhof Wolfegg (Fläche0,2181 ha)[Biotope 2] wurden folgende Pflanzenarten nachgewiesen:
  - Kreuz-Enzian (Gentiana cruciata L.): Diese Art der Farn- und Blütenpflanzen wird in der Roten Liste als stark gefährdet eingestuft.[Rote-Liste 1]
  - Stängellose Kratzdistel (Cirsium acaulon (L.) Scop.): Ebenfalls zu den Farn- und Blütenpflanzen gehörend, steht diese Art auf der Vorwarnliste der Roten Liste.[Rote-Liste 2]

- Das Biotop Baumhecken und Feldgehölze bei Mooshäusle + Bahnhof Wolfegg umfasst eine Gesamtfläche von 0,3677 Hektar, verteilt auf sechs Teilflächen.[Biotope 3]

- Das Biotop Quellwälder und Bach SW Bahnhof Wolfegg erstreckt sich über eine Fläche von 3,3231 Hektar.[Biotope 4]
- Die Laubholzbestände O Schloß Wolfegg umfassen eine Fläche von 4,0153 Hektar, aufgeteilt in zwei Teilflächen.[Biotope 5]
- Der Waldbestand S des Wolfegger Bahnhofes erstreckt sich über eine Fläche von 3,646 Hektar. In diesem Biotop wurden folgende Arten nachgewiesen:[Biotope 6]
  - Bach-Kratzdistel (Cirsium rivulare (Jacq.) All.): Diese Art der Farn- und Blütenpflanzen wird in der Roten Liste als gefährdet eingestuft.[Rote-Liste 3]
  - Europäischer Biber (Castor fiber Linné, 1758): Dieses Säugetier steht auf der Vorwarnliste der Roten Liste.[Rote-Liste 4]
- Das Biotop Feldgehölze bei den Weihern am Bahnhof Wolfegg umfassen eine Fläche von 0,2367 Hektar, verteilt auf zwei Teilflächen.[Biotope 7]
- Das Biotop Quellhang und Nasswiese Grünenberg erstreckt sich über eine Fläche von 0,7952 Hektar und gliedert sich in fünf Teilflächen. Hier wurde die folgende Pflanzenart nachgewiesen:[Biotope 8]
  - Bach-Kratzdistel (Cirsium rivulare (Jacq.) All.): Diese Art der Farn- und Blütenpflanzen wird in der Roten Liste als gefährdet eingestuft. Deutschland trägt für diese Art eine allgemeine Verantwortlichkeit. Ihre aktuelle Bestandssituation wird als selten eingestuft, mit einem langfristigen Trend eines mäßigen Rückgangs und einem kurzfristigen Trend einer Abnahme unbekannten Ausmaßes. Es handelt sich um eine indigene oder archäobiotische Art.[Rote-Liste 5]
- Das Biotop Fischteich Grünenberg umfasst eine Fläche von 0,4657 Hektar. In diesem Biotop wurden folgende Pflanzenarten nachgewiesen:[Biotope 9]
  - Gewöhnlicher Tannenwedel (Hippuris vulgaris L.): Diese Art der Farn- und Blütenpflanzen steht auf der Vorwarnliste der Roten Liste.[Rote-Liste 6]
  - Spiegelndes Laichkraut (Potamogeton lucens L.): Ebenfalls eine Art der Farn- und Blütenpflanzen, die auf der Vorwarnliste der Roten Liste geführt wird.[Rote-Liste 7]
  - Spreizender Wasser-Hahnenfuß (Ranunculus circinatus Sibth.): Auch diese Art der Farn- und Blütenpflanzen steht auf der Vorwarnliste der Roten Liste.[Rote-Liste 8]
- Das Biotop Grünenberger Weiher umfasst eine Fläche von 5,6944 Hektar und gliedert sich in zwei Teilflächen. In diesem Biotop wurden folgende Pflanzenarten nachgewiesen:[Biotope 10]
  - Hunds-Straußgras (Artengruppe) (Agrostis canina agg.): Rote-Liste-Kategorie: Vorwarnliste[Rote-Liste 9]
  - Gewöhnliche Akelei (Artengruppe) (Aquilegia vulgaris agg.): Rote-Liste-Kategorie: Vorwarnliste[Rote-Liste 10]
  - Heil-Ziest (Betonica officinalis L.): Rote-Liste-Kategorie: Vorwarnliste[Rote-Liste 11]
  - Davalls Segge (Carex davalliana Sm.): Rote-Liste-Kategorie: Gefährdet[Rote-Liste 12]
  - Faden-Segge (Carex lasiocarpa Ehrh.): Rote-Liste-Kategorie: Gefährdet[Rote-Liste 13]
  - Bach-Kratzdistel (Cirsium rivulare (Jacq.) All.): Rote-Liste-Kategorie: Gefährdet[Rote-Liste 14]
  - Fleischrotes Knabenkraut (Artengruppe) (Dactylorhiza incarnata agg.): Rote-Liste-Kategorie: Gefährdet[Rote-Liste 15]
  - Sumpf-Ständelwurz (Epipactis palustris (L.) Crantz): Rote-Liste-Kategorie: Gefährdet[Rote-Liste 16]
  - Breitblättriges Wollgras (Eriophorum latifolium Hoppe): Rote-Liste-Kategorie: Gefährdet[Rote-Liste 17]
  - Weidenblättriger Alant (Inula salicina L.): Rote-Liste-Kategorie: Vorwarnliste[Rote-Liste 18]
  - Sumpf-Kreuzblümchen (Polygala amarella Crantz): Rote-Liste-Kategorie: Vorwarnliste[Rote-Liste 19]
  - Alpen-Haarsimse (Trichophorum alpinum (L.) Pers.): Rote-Liste-Kategorie: Gefährdet[Rote-Liste 20]
  - Hunds-Veilchen (Viola canina agg.): Rote-Liste-Kategorie: Vorwarnliste[Rote-Liste 21]
- Der Erlenbestand im Grünenberger Weiher (2) erstreckt sich über eine Fläche von 1,9752 Hektar.[Biotope 11]
- Das Biotop Sukzessionsfläche im Grünenberger Weiher umfasst eine Fläche von 1,1528 Hektar.[Biotope 12]
- Der Feuchtgebietskomplex am Schluffenmoos bei Holzhof erstreckt sich über eine Fläche von 0,607 Hektar. In diesem Biotop wurde folgende Pflanzenart nachgewiesen:[Biotope 13]
  - Bach-Kratzdistel (Cirsium rivulare (Jacq.) All.): Diese Art der Farn- und Blütenpflanzen wird in der Roten Liste als gefährdet eingestuft.[Rote-Liste 22]
- Die Sukzessionsfläche im Schlupfenmoos umfasst eine Fläche von 1,8079 Hektar.[Biotope 14]

## Gewässer
Hinweis:
Bei den Bezeichnungen NN-VJO, NN-ANG, NN-WKQ und NN-VJO handelt es sich um technische Namen aus der amtlichen Gewässer Karte, da diese noch keine offiziellen Namen tragen.

### Stehende Gewässer
Im Gebiet von Bahnhof Wolfegg liegen mehrere stehende Gewässer. Der künstlich angelegte Eisweiher (0,3864 ha), der Sägeweiher (0,5469 ha) und der NN-VJO (0,3129 ha) werden vom Höllbach durchflossen. Weitere Gewässer sind der ebenfalls künstliche Neue Weiher (0,0572 ha) sowie der NN-ANG (0,1825 ha) und der NN-WKQ (0,0338 ha), deren Ursprung unbekannt ist.

### Fließgewässer
Der Höllbach bildet die südliche Grenze von Bahnhof Wolfegg und durchströmt den Eisweiher, den Sägeweiher sowie den NN-VJO, bevor er in die Wolfegger Ach mündet. Der Bach NN-LQ4 grenzt im Osten an Bahnhof Wolfegg und ist ein Zufluss des Höllbachs.

## Öffentliche Einrichtungen
- Das Feuerwehrhaus von Wolfegg befindet sich am nördlichen Ortsrand in Richtung Alttann an der Landesstraße 316.
- Der Bahnhof von Wolfegg ist in der Bahnhofstraße im Ortsteil Bahnhof Wolfegg gelegen.

## Wirtschaft

### Forsttechnik
Im Ortsteil Bahnhof Wolfegg sind mehrere Unternehmen im Bereich Forsttechnik ansässig: 
- Die HSM Hohenloher Spezial-Maschinenbau GmbH unterhält hier Produktion und Lager. Das Unternehmen fertigt Holzvollernter, Rückezüge, Forstspezialtraktoren und Skidder.
- Die Waldburg Forstmaschinen GmbH ist im Vertrieb von Harvestern und Forwardern der Marken Nisula und Ecolog tätig.
- Die Konrad Adler GmbH & Co. KG produziert Seilwinden, LKW-Kranaufbauten, Seilkrane und Hangpflegefahrzeuge.

### Holzverarbeitung
- Ein weiterer wichtiger Wirtschaftszweig ist die Holzverarbeitung mit einem Produktionsstandort der Binderholz GmbH.

### Sonstige Gewerbe
Darüber hinaus sind in Bahnhof Wolfegg folgende Unternehmen ansässig: 
- Hiwo Systembau, spezialisiert auf die Herstellung von Toren, Türen und Fenstern.
- Kather Lackierungen GmbH, ein Betrieb für Karosseriereparaturen und Lackierungen.
- ITV Torsysteme, das Industrie-, Garten- und Hoftore herstellt.
- Die Bott GmbH, ein Unternehmen im Maschinenbau.
- Die Scheurich GmbH ist ein Systemanbieter und Dienstleister, dessen Fokus auf das Fördern, Dosieren, Wiegen, Mischen, Weiterverarbeiten, Vernetzen und Dokumentieren in der Fluid- und Schüttgutindustrie liegt. Das Leistungsspektrum umfasst dabei die SPS-, Automatisierungs- und Steuerungstechnik sowie die durchgängige Integration von der Steuerungsebene bis hin zu SAP® oder anderen ERP-Systemen.

## KRITIS
Am Standort von Binderholz in Bahnhof Wolfegg existiert eine Biomasseanlage mit einer installierten Leistung von 6.920 kW. Diese Anlage erzeugt jährlich eine Wärmeenergie von 43.160 MWh und verarbeitet dabei eine Holzmenge von 10.790 Tonnen pro Jahr.

### Rote Liste
1. ↑  Redaktion: BMBF LS5 Internetredaktion: Detailseite Kreuz-Enzian - Rote-Liste-Zentrum Rote-Liste-Zentrum. Abgerufen am 5. Mai 2025.
2. ↑  Redaktion: BMBF LS5 Internetredaktion: Detailseite Stängellose Kratzdistel - Rote-Liste-Zentrum Rote-Liste-Zentrum. Abgerufen am 5. Mai 2025.
3. ↑  Redaktion: BMBF LS5 Internetredaktion: Detailseite Bach-Kratzdistel - Rote-Liste-Zentrum Rote-Liste-Zentrum. Abgerufen am 5. Mai 2025.
4. ↑  Redaktion: BMBF LS5 Internetredaktion: Detailseite Europäischer Biber - Rote-Liste-Zentrum Rote-Liste-Zentrum. Abgerufen am 5. Mai 2025.
5. ↑  Redaktion: BMBF LS5 Internetredaktion: Detailseite Bach-Kratzdistel - Rote-Liste-Zentrum Rote-Liste-Zentrum. Abgerufen am 5. Mai 2025.
6. ↑  Redaktion: BMBF LS5 Internetredaktion: Detailseite Gewöhnlicher Tannenwedel - Rote-Liste-Zentrum Rote-Liste-Zentrum. Abgerufen am 5. Mai 2025.
7. ↑  Redaktion: BMBF LS5 Internetredaktion: Detailseite Spiegelndes Laichkraut - Rote-Liste-Zentrum Rote-Liste-Zentrum. Abgerufen am 5. Mai 2025.
8. ↑  Redaktion: BMBF LS5 Internetredaktion: Detailseite Spreizender Wasserhahnenfuß - Rote-Liste-Zentrum Rote-Liste-Zentrum. Abgerufen am 5. Mai 2025.
9. ↑  Redaktion: BMBF LS5 Internetredaktion: Detailseite Hunds-Straußgras - Rote-Liste-Zentrum Rote-Liste-Zentrum. Abgerufen am 5. Mai 2025.
10. ↑  Redaktion: BMBF LS5 Internetredaktion: Detailseite Gemeine Akelei - Rote-Liste-Zentrum Rote-Liste-Zentrum. Abgerufen am 5. Mai 2025.
11. ↑  Redaktion: BMBF LS5 Internetredaktion: Detailseite Heil-Ziest - Rote-Liste-Zentrum Rote-Liste-Zentrum. Abgerufen am 5. Mai 2025.
12. ↑  Redaktion: BMBF LS5 Internetredaktion: Detailseite Davalls Segge - Rote-Liste-Zentrum Rote-Liste-Zentrum. Abgerufen am 5. Mai 2025.
13. ↑  Redaktion: BMBF LS5 Internetredaktion: Detailseite Faden-Segge - Rote-Liste-Zentrum Rote-Liste-Zentrum. Abgerufen am 5. Mai 2025.
14. ↑  Redaktion: BMBF LS5 Internetredaktion: Detailseite Bach-Kratzdistel - Rote-Liste-Zentrum Rote-Liste-Zentrum. Abgerufen am 5. Mai 2025.
15. ↑  Redaktion: BMBF LS5 Internetredaktion: Detailseite Fleischfarbenes Knabenkraut - Rote-Liste-Zentrum Rote-Liste-Zentrum. Abgerufen am 5. Mai 2025.
16. ↑  Redaktion: BMBF LS5 Internetredaktion: Detailseite Sumpf-Stendelwurz - Rote-Liste-Zentrum Rote-Liste-Zentrum. Abgerufen am 5. Mai 2025.
17. ↑  Redaktion: BMBF LS5 Internetredaktion: Detailseite Breitblättriges Wollgras - Rote-Liste-Zentrum Rote-Liste-Zentrum. Abgerufen am 5. Mai 2025.
18. ↑  Redaktion: BMBF LS5 Internetredaktion: Detailseite Weidenblättriger Alant - Rote-Liste-Zentrum Rote-Liste-Zentrum. Abgerufen am 5. Mai 2025.
19. ↑  Redaktion: BMBF LS5 Internetredaktion: Detailseite Sumpf-Kreuzblume - Rote-Liste-Zentrum Rote-Liste-Zentrum. Abgerufen am 5. Mai 2025.
20. ↑  Redaktion: BMBF LS5 Internetredaktion: Detailseite Alpen-Rasenbinse - Rote-Liste-Zentrum Rote-Liste-Zentrum. Abgerufen am 5. Mai 2025.
21. ↑  Redaktion: BMBF LS5 Internetredaktion: Detailseite Hunds-Veilchen - Rote-Liste-Zentrum Rote-Liste-Zentrum. Abgerufen am 5. Mai 2025.
22. ↑  Redaktion: BMBF LS5 Internetredaktion: Detailseite Bach-Kratzdistel - Rote-Liste-Zentrum Rote-Liste-Zentrum. Abgerufen am 5. Mai 2025.

### Biotope
1. ↑  Karte: Alle Schutzgebiete - Daten- und Kartendienst der LUBW. Abgerufen am 5. Mai 2025.
2. ↑  Tabelle: Biotop Magerrasen am Steilhang westl. Bahnhof Wolfeg - Erhebungsbogen - Daten- und Kartendienst der LUBW. Abgerufen am 5. Mai 2025.
3. ↑  Tabelle: Biotop Baumhecken und Feldgehölze bei Mooshäusle + Bahnhof Wolfegg - Erhebungsbogen - Daten- und Kartendienst der LUBW. Abgerufen am 5. Mai 2025.
4. ↑  Tabelle: Biotop Biotop Quellwälder und Bach SW Bahnhof Wolfegg - Erhebungsbogen - Daten- und Kartendienst der LUBW. Abgerufen am 5. Mai 2025.
5. ↑  Tabelle: Biotop Laubholzbestände O Schloß Wolfegg - Erhebungsbogen - Daten- und Kartendienst der LUBW. Abgerufen am 5. Mai 2025.
6. ↑  Tabelle: Biotop Waldbestand S des Wolfegger Bahnhofes - Erhebungsbogen - Daten- und Kartendienst der LUBW. Abgerufen am 5. Mai 2025.
7. ↑  Tabelle: Biotop Feldgehölze bei den Weihern am Bahnhof Wolfegg - Erhebungsbogen - Daten- und Kartendienst der LUBW. Abgerufen am 5. Mai 2025.
8. ↑  Tabelle: Biotop Quellhang und Nasswiese Grünenberg - Erhebungsbogen - Daten- und Kartendienst der LUBW. Abgerufen am 5. Mai 2025.
9. ↑  Tabelle: Biotop Fischteich Grünenberg - Erhebungsbogen - Daten- und Kartendienst der LUBW. Abgerufen am 5. Mai 2025.
10. ↑  Tabelle: Biotop Grünenberger Weiher - Erhebungsbogen - Daten- und Kartendienst der LUBW. Abgerufen am 5. Mai 2025.
11. ↑  Tabelle: Biotop Erlenbestand im Grünenberger Weiher (2) - Erhebungsbogen - Daten- und Kartendienst der LUBW. Abgerufen am 5. Mai 2025.
12. ↑  Tabelle: Biotop Sukzessionsfläche im Grünenberger Weiher Fläche - Erhebungsbogen - Daten- und Kartendienst der LUBW. Abgerufen am 5. Mai 2025.
13. ↑  Tabelle: Biotop Feuchtgebietskomplex am Schluffenmoos bei Holzhof - Erhebungsbogen - Daten- und Kartendienst der LUBW. Abgerufen am 5. Mai 2025.
14. ↑  Tabelle: Biotop Sukzessionsfläche im Schlupfenmoos - Erhebungsbogen - Daten- und Kartendienst der LUBW. Abgerufen am 5. Mai 2025.

### Sonstige
1. ↑  Karte: Alle Schutzgebiete - Daten- und Kartendienst der LUBW. Abgerufen am 5. Mai 2025.
2. ↑  Bahnhof Wolfegg - Wohnplatz - Detailseite - LEO-BW. Abgerufen am 5. Mai 2025.
3. ↑  Für die Bahn gilt Wolfegg nur noch als Haltestelle. 1. Februar 2013, abgerufen am 5. Mai 2025.
4. ↑  Für die Bahn gilt Wolfegg nur noch als Haltestelle. 1. Februar 2013, abgerufen am 6. Mai 2025.
5. ↑  Trassenfinder. Abgerufen am 6. Mai 2025.
6. ↑  Ausstattung für Barrierefreiheit – Bahnhof Wolfegg. Abgerufen am 6. Mai 2025.
7. ↑  Radroutenplaner Baden-Württemberg. Abgerufen am 5. Mai 2025.
8. ↑  Karte: Übersichtskarte Biomasse - Daten- und Kartendienst der LUBW. Abgerufen am 5. Mai 2025.